# Uetsuji Yumi
Uetsuji Yumi (上辻 佑実, sinh ngày 30 tháng 11 năm 1987) là một cầu thủ bóng đá nữ người Nhật Bản.

## Đội tuyển bóng đá nữ quốc gia Nhật Bản
Uetsuji Yumi thi đấu cho đội tuyển bóng đá nữ quốc gia Nhật Bản từ năm 2012 đến 2015.

## Thống kê sự nghiệp
| Nhật Bản  | Nhật Bản | Nhật Bản |
| Năm       | Trận     | Bàn      |
| --------- | -------- | -------- |
| 2012      | 1        | 0        |
| 2013      | 0        | 0        |
| 2014      | 0        | 0        |
| 2015      | 3        | 0        |
| Tổng cộng | 4        | 0        |